# Meslan

Meslan este o comună în departamentul Morbihan, Franța. În 1 ianuarie 2022 avea o populație de 1.475 de locuitori.